# Three Cornered Moon
Three Cornered Moon è un film statunitense del 1933 diretto da Elliott Nugent.
Esso è basato su un'opera teatrale di Gertrude Tonkonogy.